# La Trémoille

Familienwappen

La Trémoille (auch La Trémouille geschrieben) ist eine französische Fürstenfamilie, die ihre größte Macht Ende des Mittelalters und in der Renaissance hatte. Der Name stammt von einem Ort im Département Vienne, der sich heute La Trimouille schreibt.

## Geschichte

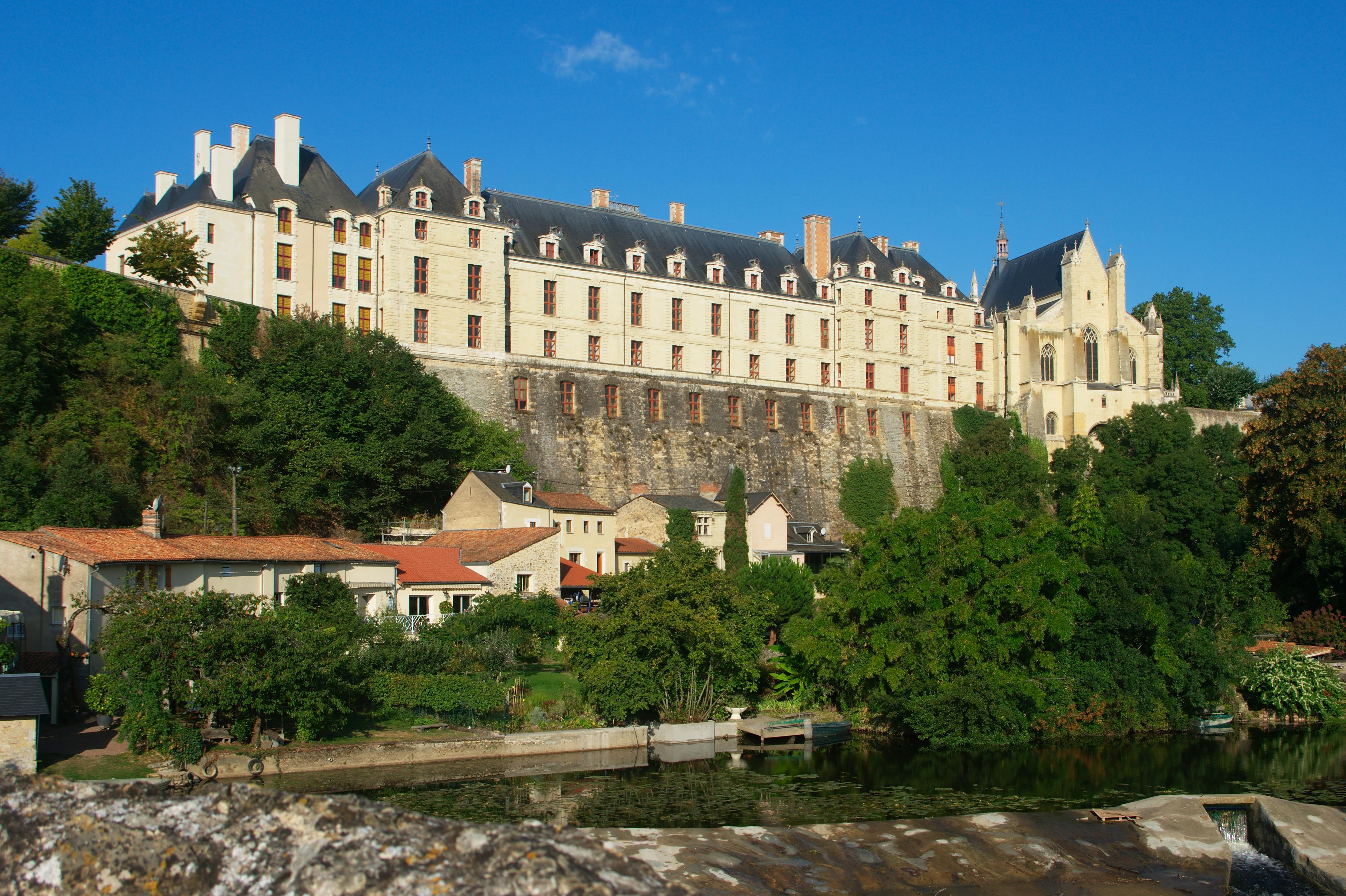
Schloss Thouars

Die Familie tritt mit Pierre I. in der ersten Hälfte des 11. Jahrhunderts im Poitou auf. Sie waren Herren von La Trimouille und Lussac. Im 14. Jahrhundert stieg sie zu einer der bedeutendsten Familien des französischen Adels auf. Ihr gehörten zeitweise die Grafschaft Joigny (1. Hälfte 15. Jh.), die Markgrafschaft Royan, die Grafschaft Olonne und die Markgrafschaft, später das Herzogtum Noirmoutier. Sitz der Familie war vom 15. bis ins 19. Jahrhundert das Schloss Thouars. Bis 1821 war auch die Burg Laval in ihrem Besitz, infolge der Ehe des François de La Trémoille (1505–1541) mit Anne de Laval.
In den Hugenottenkriegen stand die Familie zunächst auf Seiten der Katholiken, doch Herzog Claude de La Trémoille konvertierte 1587 zum Protestantismus und wechselte als bedeutender Hugenottenführer ins Lager des Königs Heinrich von Navarra, des späteren Heinrich IV. von Frankreich. Dieser erhob Claude zum Pair von Frankreich und vermittelte dessen Ehe mit Charlotte Brabantina von Oranien-Nassau, einer Tochter des niederländischen Protestantenführers Wilhelm von Oranien und Schwägerin des Hugenottenführers Henri de La Tour d’Auvergne, duc de Bouillon. Die nächsten Generationen konvertierten zurück zum Katholizismus und stellten wiederum hohe Offiziere.
1830 kam durch Heirat das Schloss Serrant an die Familie. Der letzte Herzog kam 1933 im Alter von 23 Jahren beim Brand eines englischen Herrenhauses ums Leben, wo er zur Jagd eingeladen war. Ihn beerbte seine Schwester Charlotte, diese ihr Sohn Jean-Charles Prince de Ligne (1911–2005), der auch die Titel der La Trémoille übernahm. Sie fielen dann an dessen Sohn Prinz Charles-Antoine de Ligne (* 1946), dessen Schwester Hedwige, verheiratet mit Charles-Guillaume, Prince de Merode, das Schloss Serrant übernahm.

## 14. bis 15. Jahrhundert

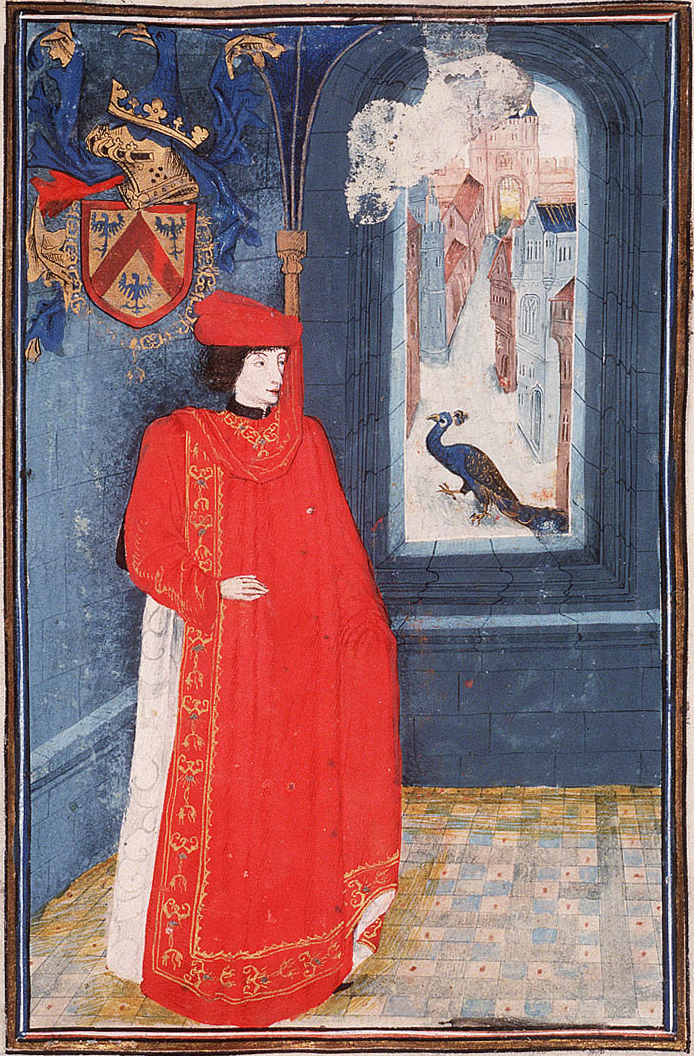
Jean de La Trémoille

1. Guy V. de La Trémoille (* um 1315; † 18. August 1350 in Loudun); ⚭ Radegonde de Guénard
  1. Guy VI. Le Vaillant (* 1346; † 1397 auf Rhodos), Träger der Oriflamme, Erbgroßkämmerer von Burgund, Vertrauter Philipps des Kühnen, Herr von Jonvelle; ⚭ Marie de Sully, princesse de Boisbelle, Tochter von Louis de Sully und Isabelle de Craon, auf Schloss Sully
    1. Jean de La Trémoille (* 1377; † 1449), Herr von Jonvelle, Grand Maître und Grand Chambellan der burgundischen Herzöge Johann Ohnefurcht und Philipp der Gute; ⚭ 17. Juli 1424 Jacqueline d’Amboise, Tochter von Ingelger II., (Haus Amboise) und Jeanne de Craon
    2. Georges de La Trémoille (* um 1382; † 1446), Großkammerherr des Königs Karl VII.; ⚭ I Johanna II. Gräfin von Auvergne und Boulogne, (Haus Auvergne); ⚭ II 2. Juli 1426 Catherine de l’Île-Bouchard, Tochter von Jean und Jeanne de Bueil, Witwe von Hugues de Chalon, Comte de Tonnerre (X 1426), (Haus Chalon)
      1. (II) Georges II. de La Trémoille (* 1427; † 1481), Herr von Craon; ⚭ Marie de Montauban, Dame de Montauban et de Landal
      2. (II) Louis I. de La Trémoille (* 1431; † 1483); ⚭ 22. August 1446 Marguerite d’Amboise, Tochter von Louis d’Amboise und Marie de Rieux
        1. Louis II. de La Trémoille (* 1460 auf Schloss Thouars; † 1525 in der Schlacht von Pavia)
          1. Charles de La Trémoille († 1515), Prince de Talmont et de Mortagne; ⚭ Louise de Coetivy († 1553), Comtesse de Taillebourg, Princesse de Mortagne, Baronne de Royan, (Haus Coëtivy)

        2. Jean-François de La Trémoille († 1507), Erzbischof von Auch, Bischof von Poitiers, Kardinal
        3. Georges de La Trémoille († 1519), Herr von Jonvelle
        4. Anne; ⚭ I 26. November 1474 Louis d’Anjou, Bâtard de Maine, (Haus Valois-Anjou); ⚭ II Guillaume de Rochefort, Seigneur de Pluvault († 1492), Kanzler von Frankreich; ⚭ III 16. Januar 1494 Jacques de Rochechouart, Seigneur de Charroux, (Haus Rochechouart)
        5. Antoinette; ⚭ 8. Juli 1473 Charles de Husson, Comte de Tonnerre, Sohn von Jean de Husson und Catherine de la Rochefoucauld

    3. Marguerite († 1413); ⚭ Renaud VI. († 1427), Sire de Pons

  2. Guillaume († 1397); ⚭ 1374 Marie de Mello, Tochter von Guy de Mello und Agnès de Cléry

## 16. bis 20. Jahrhundert
(jeweils Vater und Sohn aufeinander folgend)

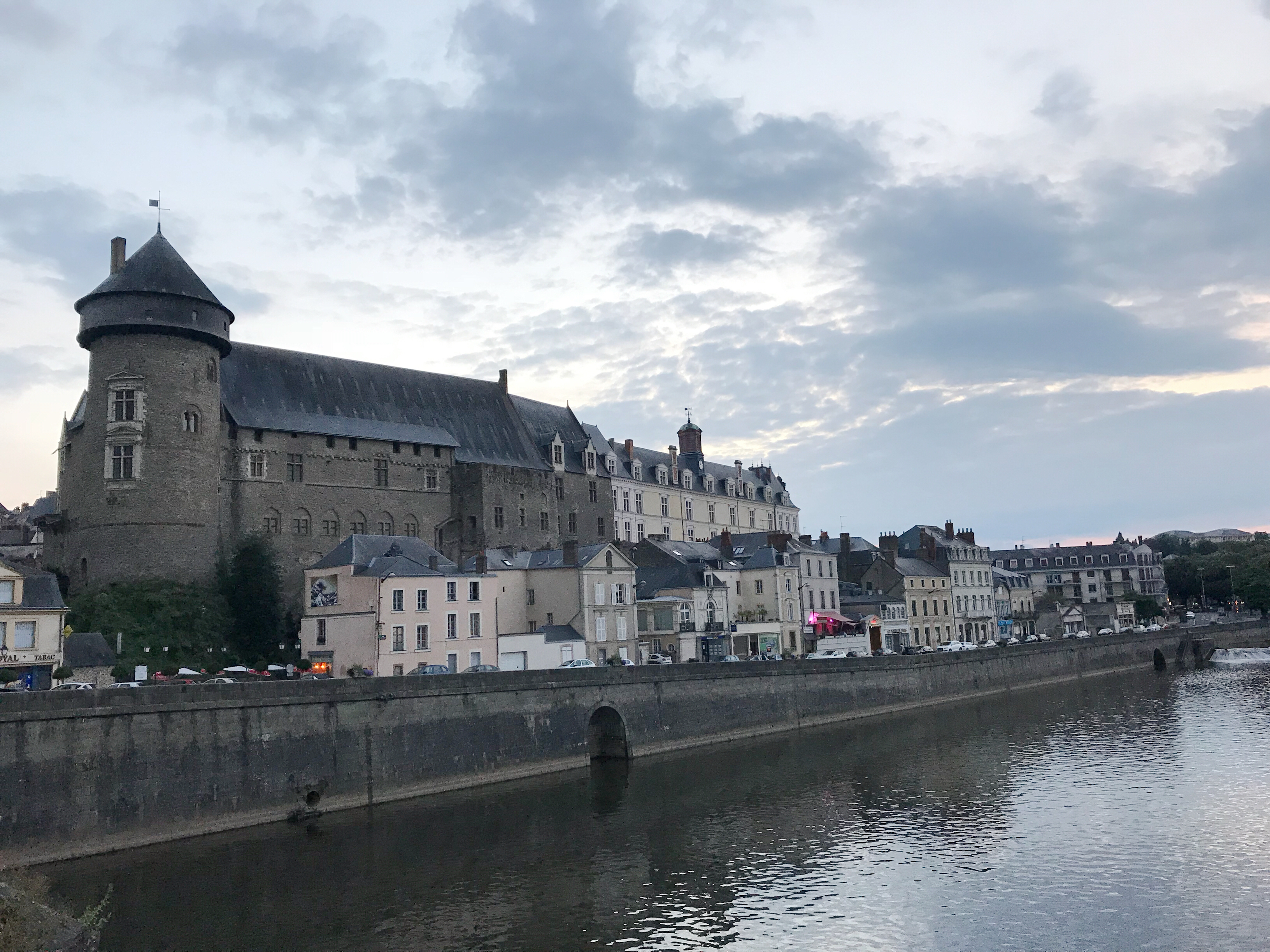
Burg Laval

- Burg LavalCharles de La Trémoille († 1515), Prince de Talmont et de Mortagne
- François de La Trémoille (* 1505; † 1541); ⚭ Anne de Laval
- Louis III. de La Trémoille (* 1521; † 1577), Fürst von Talmont, Fürst von Tarent, Graf von Taillebourg und Benon, Herr von Gençay; ⚭ Jeanne de Montmorency (Stammliste der Montmorency)
- Claude de La Trémoille (* 1566; † 1604), Herzog von Thouars und La Trémoille, Fürst von Talmont und Tarent, Graf von Laval, Taillebourg und Benon; ⚭ Charlotte Brabantina von Oranien-Nassau; er verkaufte 1602 das Schloss Sully an Maximilien de Béthune, der 1606 zum Herzog von Sully erhoben wurde.
- Henri III. de La Trémoille (* 1598; † 1674), Herzog von Thouars, Herzog von La Trémoille, Fürst von Talmont und Fürst von Tarent, Graf von Laval, Montfort, Taillebourg und Benon, Baron von Quintin
- Henri Charles de La Trémoille (* 1620; † 1672), einer der Führer der Fronde
- Charles Belgique Hollande de La Trémoille (* 1655; † 1709), Herzog von Thouars, Pair von Frankreich, Herzog von La Trémoille, Fürst von Tarent, Graf von Laval, Montfort und Benon.
- Charles Louis Bretagne de La Trémoille (* 1683; † 1719), Herzog von la Trémoille und Thouars, Pair von Frankreich
- Charles-Armand-René de La Trémoille (* 1708; † 1741), Herzog von la Trémoille und Thouars, Pair von Frankreich, Fürst von Tarent, Mitglied der Académie française.
- Jean Bretagne Charles de La Trémoille (* 1737; † 1792), Herzog von Thouars, Graf von Laval und Beaufort.
- Charles Bretagne Marie Joseph de La Trémoille (* 1764; † 1839), 7. Herzog von La Trémoille, 8. Herzog von Thouars
- Louis Charles (* 1838; † 1911), 8. Herzog von La Trémoille, 9. Herzog von Thouars,
- Louis Charles Marie (* 1863; † 1921), 9. Herzog von La Trémoille, 10. Herzog von Thouars,
- Louis Jean Marie († 1933), 10. Herzog von La Trémoille, 11. Herzog von Thouars – ultimus familiae

(siehe auch Prince étranger)
sowie:
- Charlotte Catherine de La Trémoille (1568–1629), französische Adlige, Fürstin von Condé
- Charlotte de La Trémoille (besser bekannt als Charlotte Stanley, Countess of Derby; 1599–1668)
- Marie Charlotte de La Trémoille (1630–1682), Tochter des Henri de La Trémoille, duc de Thouars,  1662 ⚭ Herzog Bernhard (Sachsen-Jena) (1638–1678)
- Marie-Anne de La Trémoille (1642–1722), auch bekannt unter dem Namen Princesse des Ursins
- Charlotte Amélie de La Trémoille (1652–1732), dänische Hofdame, verheiratete Gräfin von Aldenburg
- Joseph-Emmanuel de La Trémoille (* 7. Juli 1659; † 10. Januar 1720), Abbé de Lagny, Bruder Anne-Maries, Kardinal am 17. Mai 1706, Bischof von Bayeux, Erzbischof von Cambrai.
- Antoine-Philippe de La Trémoille (* 27. September 1765 in Paris; † 27. Januar 1794 in Laval), royalistischer General im Aufstand der Vendée, zweiter Sohn von Jean Bretagne Charles